# Силуетна стрільба

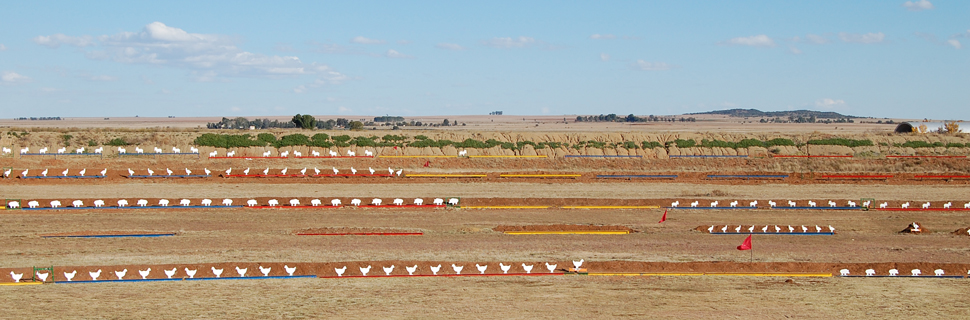

Силуетна стрільба (англ. silhouette shooting) — стрільба по мішенях, подібних до реальних тварин.
Зародилася силуетна стрільба у Мексиці як розвага для мисливців. Мішені у вигляді силуетів тварин виготовлялися з металу. Спочатку застосовували потужні гвинтівки, але почали використовувати іншу зброю, у тому числі пневматичну.

## Правила
У класичних змаганнях використовуються групи з мішеней в масштабі 1/10: курка, свиня, індичка і баран. При стрільбі з пневматичної гвинтівки мішені розташовуються на дистанціях: курка — на 20 ярдів, свиня — на 30, індичка на 36 і баран на 45 ярдів. Для стрільби з пневматичного пістолета ті ж мішені розташовуються на дистанціях 10, 12,5, 15 і 18 ярдів.
Стандартний матч складається із 40, 60 або 80 пострілів. На матчі в 40 пострілів змагуни стріляють у 5 груп мішеней. Це потребує 10 пострілів на кожен вид мішеней. У випадку з більшою кількістю стрілець може розподіляти постріли на свій розсуд.
В кожній групі мішені збиваються зліва направо. У разі промаху необхідно перейти до наступної мішені. Постріл поза послідовності вважається промахом. Бали зараховуються за всі мішені, які впали. Всі мішені, які залишилися стояти, вважаються неураженими. Стрільцю дається дві з половиною хвилини на ураження однієї групи мішеней і п'ятнадцятисекундні періоди для підготовки. Після відстрілу всіх груп підраховуються бали, а мішені встановлюються заново. Якщо постріли зроблені після закінчення часу, вони зараховуються як промахи. Стрільба ведеться з рук стоячи. Використання спеціальних рукавичок, курток і додаткових ременів не допускається.

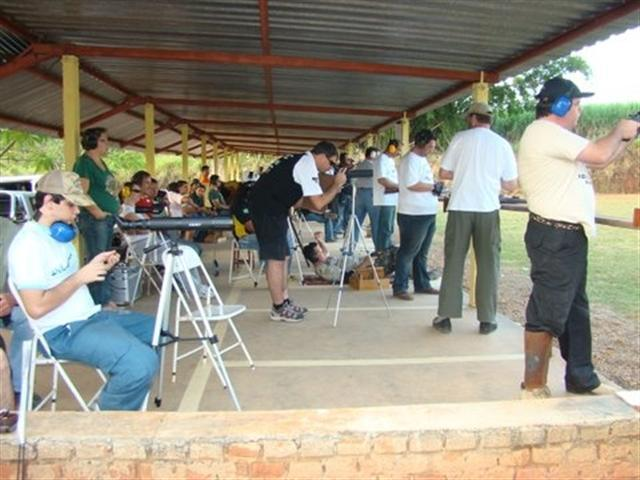
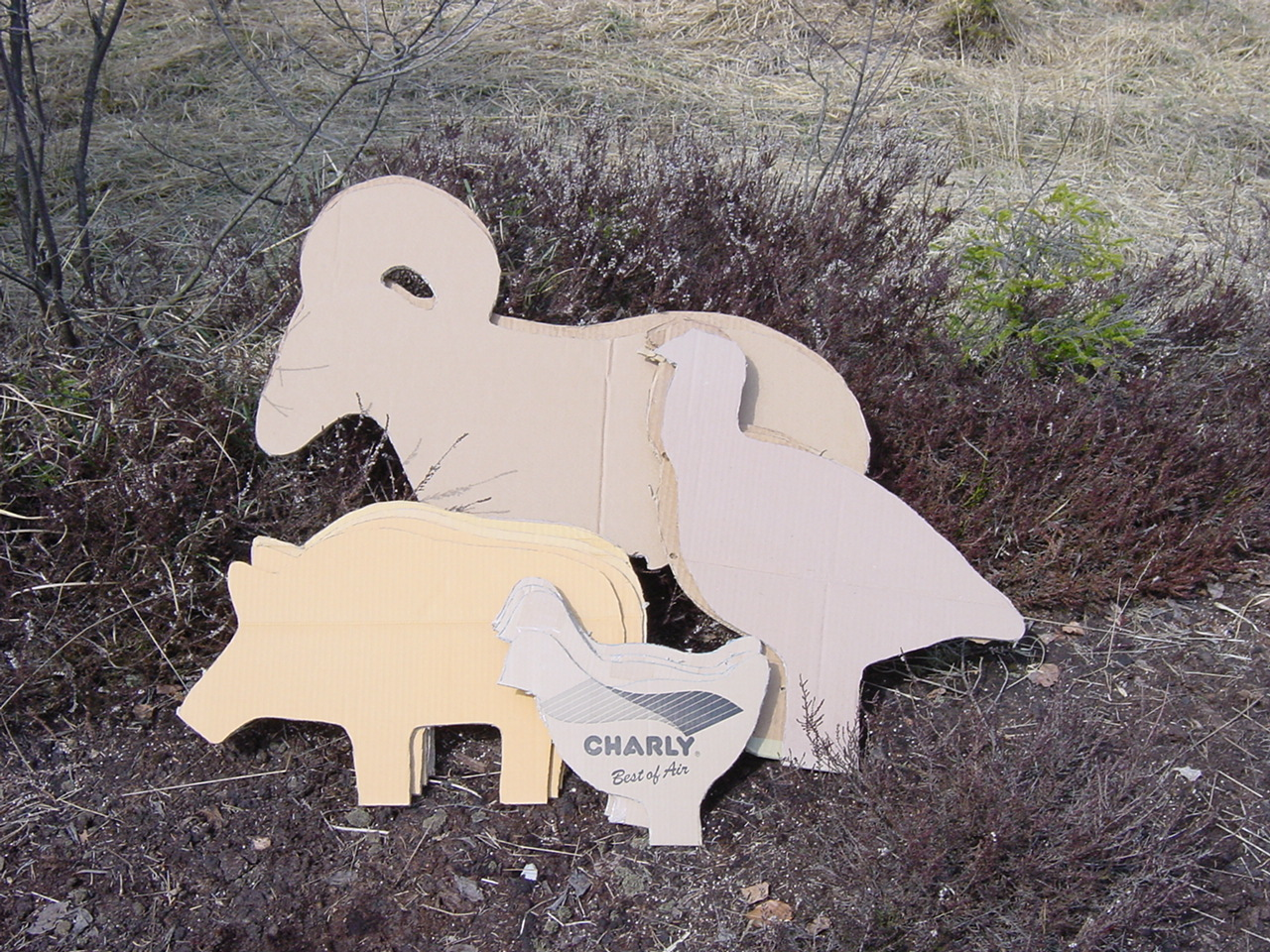